# خاور باختر
خاورِ باختر (اسپانیایی: Al este del oeste‎) یک فیلم کمدی وسترن به کارگردانی ماریانو اسورس است که در سال ۱۹۸۴ منتشر شد. فرناندو استسو، فرناندو سانچو، کنرادو سن مارتین و آفریکا پرات نقش‌های اصلی را ایفا کرده و گرگوریو گارسیا سگورا برایش موسیقی متن ساخته است. فرناندو استسو، این فیلم را یکی از بهترین فیلم‌های خود می‌دانست.

## گزیدهٔ بازیگران
- فرناندو استسو
- خوانیتو ناوارو
- آنتونیو اثورس
- آفریکا پرات
- فرناندو سانچو
- آدریانا وگا
- پیلار باردم
- کنرادو سن مارتین
- خوزه مانوئل مارتین
- لوئیس باربرو
- ویکتور اسرائیل